# Hospital Nacional Edgardo Rebagliati Martins
El Hospital Nacional Edgardo Rebagliati Martins, antiguo Hospital del Empleado, es un centro hospitalario público peruano situado en Lima y administrado por EsSalud. Es el más importante complejo hospitalario de la seguridad social del Perú.

## Historia
El proyecto de la construcción del Hospital nació conjuntamente con la creación del Seguro Social del Empleado en 1948, bajo el gobierno del general Manuel A. Odría. Su construcción se inició en 1951, en terrenos que anteriormente habían pertenecido a la Universidad Mayor de San Marcos (conocida como Huaca La Universidad, que fue destruida entre 1935 y 1950). Su nombre original fue el de «Hospital del Empleado». La obra fue impulsada por el doctor Edgardo Rebagliati Martins, ministro de Salud Pública y Asistencia Social, abogado y gran promotor de la seguridad social en su país.
El proyecto fue encomendado a los arquitectos estadounidenses Edward D. Stone y A. L. Aydelott. Se trataba de una mega construcción en la que se emplearon más de 7.000 toneladas de fierro, 800.000 sacos de cemento, 102.000 metros lineales de tubería, 960.000 metros lineales de alambre y 25.400 unidades de artefactos de luz. El área que cubría era de 127.000 m².
Odría apreciaba mucho esta obra y la consideraba como una de las más representativas de su gobierno, por lo que, a pesar de que aún no estaba totalmente equipada, organizó una ceremonia de inauguración el 24 de julio de 1956, cuatro días antes que culminara su gobierno.
La obra fue finalmente concluida en 1958, ya bajo el segundo gobierno de Manuel Prado Ugarteche. El 3 de noviembre de ese año, fue inaugurado definitivamente en una ceremonia presidida por el ministro de Salud Francisco Sánchez Moreno. Contaba entonces con 466 camas operativas. Su primer director fue el doctor Guillermo Kaelin de la Puente (hasta 1968).
En 1975 cambió de nombre y fue denominado Edgardo Rebagliati Martins, en homenaje a su impulsor.
En 2008 fue declarado «Patrimonio Arquitectónico de la Seguridad Social del Perú».

## Personal
Su personal está conformado por 1.100 médicos (descontando los médicos residentes), 1.500 enfermeras, 46 nutricionistas, 41 psicólogos, 60 tecnólogos médicos, 890 auxiliares y técnicos de enfermería y 350 trabajadores administrativos.

## Cobertura
Actualmente atiende a más de 14.707.000 asegurados. Tiene 93 especialidades médicas, 1600 camas y 115 consultorios externos. Además, realiza más de 60.000 consultas al mes.

## Infraestructura
Está conformado por un conjunto de edificios de 14 pisos y sótano. En el sótano se sitúan los consultorios externos del área de rehabilitación. En el primer nivel están los consultorios externos de las diferentes especialidades, farmacia, módulo de citas, laboratorio central, banco de sangre, unidad de quimioterapia ambulatoria, Rayos X, áreas específicas de tomografía axial computarizada, resonancia magnética, acelerador lineal, área de pediatría y emergencia. A partir del segundo piso en adelante están los ambientes de hospitalización, estando dos pisos reservados a pediatría.
Cuenta con un puente que conecta con los dos centros de emergencia del hospital.

## Especialidades
Sus principales especialidades son las siguientes:
- Anatomía Patológica
- Anestesiología
- Cardiología
- Cirugía de Cabeza y Cuello
- Cirugía General
- Cirugía pediátrica
- Cirugía Plástica
- Cirugía de Tórax y Vascular
- Cuidados Intensivos
- Dermatología
- Emergencia
- Endocrinología
- Gastroenterología
- Ginecología y Obstetricia
- Hematología
- Medicina Física y Rehabilitación
- Medicina Interna
- Nefrología
- Neurocirugía
- Neurología
- Ortopedia y Traumatología
- Otorrinolaringología
- Odontología
- Pediatría
- Psiquiatría
- Urología

En lo que respecta a cuidados intensivos, cuenta con cinco unidades especializadas y bien equipadas: medicina general, neuroquirúrgica, cardiovascular, pediatría y neonatología.

## Red asistencial Rebagliati
Atiende pacientes de distritos de Lima Centro, Lima Sur, Lima Este (La Molina, Cieneguilla, Manchay), Provincia de Cañete y Yauyos. Además de ser centro de referencia nacional por ser hospital de alta complejidad. 
Los siguientes establecimientos de salud pertenecen a la Red Desconcentrada III Rebagliati:
1. Hospital III Suárez Angamos
2. Hospital II Cañete
3. Hospital I Uldarico Rocca Fernández
4. Hospital I Carlos Alcántara Butterfield
5. Clínica Central de Prevención
6. Policlínico Pablo Bermúdez
7. Policlínico Chincha
8. Policlínico Próceres
9. Policlínico Juan José Rodríguez Lazo
10. Policlínico Santa Cruz
11. Centro de Atención Primaria III San Isidro
12. Centro de Atención Primaria III San Juan de Miraflores
13. Centro de Atención Primaria III Surquillo
14. Centro de Atención Primaria II Lurín
15. Centro Médico Mala
16. Centro de Urgencias “Playas del Sur”
17. CEDHI
18. Posta Médica La Quebrada
19. Posta Médica San Isidro

IPRESS
1. Magdalena (cerrará en octubre del 2021)
2. Jesús María
3. Suiza Lab
4. Hospital Villa Salud
5. Soluciones Médico Quirúrgico del Perú SAC

APP
1. Hospital II Guillermo Kaelin de La Fuente
2. Policlínico Guillermo Kaelin de La Fuente